# Lasioptera sorghivora
Lasioptera sorghivora är en tvåvingeart som först beskrevs av Harris 1960.  Lasioptera sorghivora ingår i släktet Lasioptera och familjen gallmyggor.
Artens utbredningsområde är Nigeria. Inga underarter finns listade i Catalogue of Life.